# یوغ
یوغ ابزاری چوبی‌ست که معمولاً برای به هم بستن دو ورزا (یا هر حیوان دیگر) که معمولاً به صورت جفتی بکار گرفته می‌شوند استفاده می‌شود تا بتوانند باری را با هم بکشند. با این وجود یوغ‌هایی برای بستن به یک حیوان هم وجود دارند.
چندین نوع یوغ در مناطق جغرافیایی مختلف و برای بستن به انواع مختلف ورزا وجود دارد. یوغ برای حیوانات دیگری چون اسب، قاطر، خر و گاومیش نیز استفاده می‌شود.

## یوغ گردن

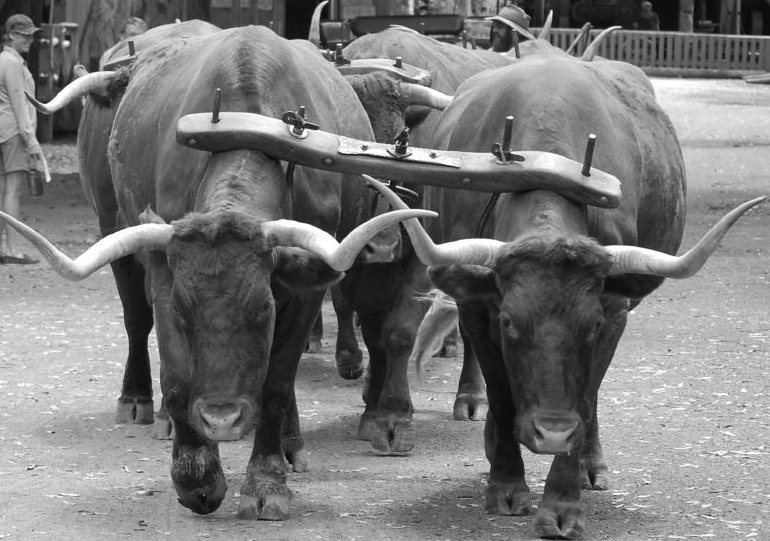
یوغ بر گردن دو ورزا

یوغ گردن نوعی یوغ است که بر گردن ورزا یا گاه اسب انداخته می‌شود. یوغ گردن شامل قسمتی Uشکل است که نیرو را از شانه‌های حیوان منتقل می‌کند. در وسط یوغ و بین دو حیوان مفصلی گردان وجود دارد که به وسیلهٔ فقلیه یا باری  که باید کشیده شود متصل می‌شود.
یوغ گردن در اروپا، امریکا، استرالیا و افریقا مرسوم است.

## یوغ سر

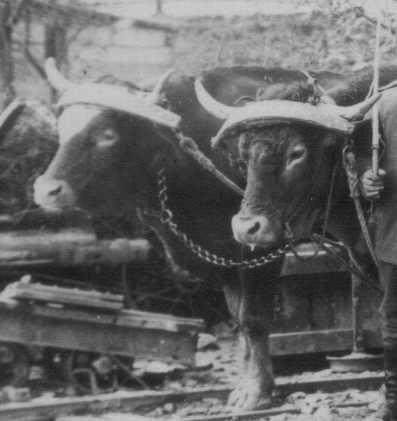
ورزاهای یوغ‌برسر در آلمان

یوغ سر بر سر حیوان قرار می‌گیرد و معمولاً پشت شاخ‌های ورزا می‌افتد.
یوغ سر به‌طور گسترده در جنوب اروپا، امریکای جنوبی و کانادا مورد استفاده است.